# سرشماری ۱۹۵۳ چین
سرشماری ۱۹۵۳ چین، که به‌طور رسمی با نام اولین سرشماری ملی جمعیت جمهوری خلق چین از آن یاد می‌شود، از ۳۰ ژوئن ۱۹۵۳ آغاز شد و توسط جمهوری خلق چین انجام گرفت. نتایج این سرشماری در ۱ نوامبر ۱۹۵۴ در روزنامه‌های چینی به‌طور خلاصه منتشر شد. از آنجایی که نتایج کامل این سرشماری منتشر نشدند، این نتایج باید متعاقباً از منابع شوروی در طی پنج سال آینده جمع‌آوری می‌شدند.

## نتایج

### کل جمعیت
در خلاصه‌های رسمی سرشماری، کل جمعیت سرزمین اصلی چین در سال ۱۹۵۳ برابر با ۵۸۲٬۶۰۳٬۴۱۷ نفر اعلام شده‌است.

### جمعیت‌شناسی
۱۳٫۲۶٪ از جمعیت (برابر با ۷۷٬۲۵۷٬۲۸۲ نفر) به‌عنوان ساکن در مناطق شهری شامل ۱۶۳شهر، منطقهٔ صنعتی و معدنی، و حدود ۱۴۵۰ شهرک فهرست شده‌اند. از جمعیت شهری، تقریباً از هر ۱۲ نفر ۱ نفر در شانگهای زندگی می‌کند.

## مناقشه‌ها
چین در دوران مدرن پیش از این سرشماری هرگز سرشماری رسمی ملی نداشته‌است و برآوردها از جمعیت آن حتی در سال ۱۹۱۱ نیز بین ۲۰۰ میلیون تا ۴۰۰ میلیون نفر متغیر بود. بی‌اعتمادی به آمار جمهوری خلق چین که طی چهار سال تعداد شهرها را از ۶۰ شهر تحت حکومت دولت ناسیونالیست به ۱۰۳ شهر رساند و شامل «بررسی غیرمستقیم» چندین منطقه از جمله تبت بود، باعث شد برخی از دانشگاهیان غربی مانند جورج کرسی ادعا کنند که «این ارقام متورم برای تحت تأثیر قرار دادن جهان با قدرت چین، حمایت از ادعاهای کاهش نرخ مرگ و میر، یا بهانه‌ای برای کمبود مواد غذایی طراحی شده‌اند.»